# 南山陪都遺跡
南山陪都遺跡位於重慶市南岸區，包括南山雙龍村（重慶法國大使館舊址）、南山36、82號（重慶蘇聯大使館舊址）、新力村（重慶英國大使館舊址）、文峰段72號（重慶德國大使館舊址、重慶印度大使館舊址）、南山公園（重慶美軍招待所舊址）、石牛村（重慶飛行員墓地舊址）、南山101號（范崇實別墅），文物遺址年代為1938年-1946年，2000年9月7日列為第一批重慶市文物保護單位。